# Uomo del Chiostraccio
Con la denominazione informale di Uomo del Chiostraccio ci si riferisce a dei resti fossili di un Homo sapiens, rinvenuti all'interno della Grotta del Chiostraccio, detta anche Buca del Chiostraccio, situata nel comune di Monteriggioni, in provincia di Siena.

## Storia
I resti, scoperti nel 1962 da una spedizione dell'Associazione Speleologica Senese e riscoperti nei magazzini del Dipartimento di Scienze Ambientali dell'Università di Siena da Ivan Martini nel 2010, sono costituiti da uno scheletro pressoché completo ed in ottimo stato di preservazione di un uomo di circa 25 anni. L'uomo morì per una caduta da circa 20 metri di altezza. Fino al 2010 venne attribuito al Neolitico per mancanza di strumenti di misura adeguati, e in seguito cadde nell'oblio. Le datazioni radiometriche eseguite nel 2011 con la metodologia del Carbonio-14 stimano l'età del reperto in circa 15.210-15.000 anni dal presente. Si tratta di uno dei più antichi resti di Homo sapiens trovati in Italia.